# Trondheimfjord
De Trondheimfjord (Noors: Trondheimsfjorden) is de op twee na langste fjord van Noorwegen, 130 km lang. De Trondheimfjord ligt in het westelijke centrale deel van het land en mondt in de Noorse zee uit. Hij strekt zich uit van Ørland in het westen tot Steinkjer in het noorden en loopt langs de stad Trondheim. De maximale diepte bedraagt 617 meter, net binnen Agdenes. De grootste eilanden in de fjord zijn Ytterøy en Tautra, het kleine Munkholmen ligt vlak bij de haven van Trondheim. Er zijn vele eilandjes aan de monding van de fjord. Het smalle Skarnsundet wordt overspannen door de brug Skarnsund Het deel van de fjord dat ten noorden van de zeestraat ligt wordt de Beitstadfjord genoemd. Het grootste deel van de Trondheimsfjord is gedurende het hele jaar ijsvrij. Alleen Verrasundet, een lang en smal stuk in het noorden van de fjord, kan gedurende de winter dichtvriezen. De Beitstadfjord kan ook enkele weken dichtvriezen tijdens de wintermaanden.
De steden Stjørdal, Levanger en Steinkjer liggen aan de oostelijke en noordelijke oevers van de fjord. Aker Verdal in Verdal produceert grote olieplatformen voor de aardolieindustrie. Een scheepswerf in Rissa bouwde aan het luxueuze cruiseschip The World.
De Trondheimfjord kent een rijke overzeese handel met producten zowel uit het zuiden als uit het noorden. Minstens 90 soorten vis werden in de Trondheimfjord geregistreerd en de fjord heeft de grootste biologische diversiteit van alle Noorse fjorden. Er zijn in de fjord nabij Trondheim diepzeekoralen (Lophelia pertusa) ontdekt. Verschillende van de beste zalmrivieren van Noorwegen monden in de Trondheimfjord uit, waaronder de Gaula (in Melhus, net ten zuiden van Trondheim), Orkla (in Orkdal), Stjørdalselva (in Stjørdal) en Verdalselva (in Verdal).
Het laagland ten oosten en zuiden van de fjord wordt tot de beste landbouwgebieden van Noorwegen gerekend. Het bergachtige schiereiland Fosen in het westen en noordwesten tempert de sterke wind die de meeste kustgebieden kenmerkt.
De Trondheimfjord had in de Vikingtijd al belang als waterweg. Een onderzeese aardverschuiving veroorzaakte in 1888 een tsunami waardoor één persoon omkwam en in Trondheim drie treinsporen vernield werden.